# The Kyteman Orchestra (album)
The Kyteman Orchestra is het tweede album van The Kyteman Orchestra en kwam uit op 29 maart 2012.
Waar de nadruk op Kytemans eerste album nog lag op hiphop en jazz, ligt deze bij dit album op klassieke invloeden. 18 Muzikanten, 4 operazangers en een koor vormen de basis van dit album. Uniek is dat het album analoog is opgenomen met een taperecorder, de opnames in één keer zijn opgenomen en nauwelijks zijn bewerkt.

## Nummers
| Nr. | Titel                  | Duur |
| --- | ---------------------- | ---- |
| 1.  | Intro                  | 2:52 |
| 2.  | While I Was Away       | 8:44 |
| 3.  | Truth Or Dare          | 2:54 |
| 4.  | Angry At The World     | 5:53 |
| 5.  | Long Lost Friend       | 7:09 |
| 6.  | Preaching To The Choir | 5:39 |
| 7.  | 7/8                    | 3:00 |
| 8.  | The Void               | 6:56 |
| 9.  | The Mushroom Cloud     | 3:14 |
| 10. | The Ballad             | 3:38 |
| 11. | On S'en Fout           | 4:24 |
| 12. | Day One                | 7:22 |

## Hitnotering

### NederlandseAlbum Top 100
| Hitnotering (week 1 t/m 28): 07-04-2012 t/m 13-10-2012 Hitnotering (week 29 t/m 34): 03-11-2012 t/m 08-12-2012 Hitnotering (week 35): 29-12-2012 Hitnotering (week 36 t/m 37): 12-01-2013 t/m 19-01-2013 | Hitnotering (week 1 t/m 28): 07-04-2012 t/m 13-10-2012 Hitnotering (week 29 t/m 34): 03-11-2012 t/m 08-12-2012 Hitnotering (week 35): 29-12-2012 Hitnotering (week 36 t/m 37): 12-01-2013 t/m 19-01-2013 | Hitnotering (week 1 t/m 28): 07-04-2012 t/m 13-10-2012 Hitnotering (week 29 t/m 34): 03-11-2012 t/m 08-12-2012 Hitnotering (week 35): 29-12-2012 Hitnotering (week 36 t/m 37): 12-01-2013 t/m 19-01-2013 | Hitnotering (week 1 t/m 28): 07-04-2012 t/m 13-10-2012 Hitnotering (week 29 t/m 34): 03-11-2012 t/m 08-12-2012 Hitnotering (week 35): 29-12-2012 Hitnotering (week 36 t/m 37): 12-01-2013 t/m 19-01-2013 | Hitnotering (week 1 t/m 28): 07-04-2012 t/m 13-10-2012 Hitnotering (week 29 t/m 34): 03-11-2012 t/m 08-12-2012 Hitnotering (week 35): 29-12-2012 Hitnotering (week 36 t/m 37): 12-01-2013 t/m 19-01-2013 | Hitnotering (week 1 t/m 28): 07-04-2012 t/m 13-10-2012 Hitnotering (week 29 t/m 34): 03-11-2012 t/m 08-12-2012 Hitnotering (week 35): 29-12-2012 Hitnotering (week 36 t/m 37): 12-01-2013 t/m 19-01-2013 | Hitnotering (week 1 t/m 28): 07-04-2012 t/m 13-10-2012 Hitnotering (week 29 t/m 34): 03-11-2012 t/m 08-12-2012 Hitnotering (week 35): 29-12-2012 Hitnotering (week 36 t/m 37): 12-01-2013 t/m 19-01-2013 | Hitnotering (week 1 t/m 28): 07-04-2012 t/m 13-10-2012 Hitnotering (week 29 t/m 34): 03-11-2012 t/m 08-12-2012 Hitnotering (week 35): 29-12-2012 Hitnotering (week 36 t/m 37): 12-01-2013 t/m 19-01-2013 | Hitnotering (week 1 t/m 28): 07-04-2012 t/m 13-10-2012 Hitnotering (week 29 t/m 34): 03-11-2012 t/m 08-12-2012 Hitnotering (week 35): 29-12-2012 Hitnotering (week 36 t/m 37): 12-01-2013 t/m 19-01-2013 | Hitnotering (week 1 t/m 28): 07-04-2012 t/m 13-10-2012 Hitnotering (week 29 t/m 34): 03-11-2012 t/m 08-12-2012 Hitnotering (week 35): 29-12-2012 Hitnotering (week 36 t/m 37): 12-01-2013 t/m 19-01-2013 | Hitnotering (week 1 t/m 28): 07-04-2012 t/m 13-10-2012 Hitnotering (week 29 t/m 34): 03-11-2012 t/m 08-12-2012 Hitnotering (week 35): 29-12-2012 Hitnotering (week 36 t/m 37): 12-01-2013 t/m 19-01-2013 | Hitnotering (week 1 t/m 28): 07-04-2012 t/m 13-10-2012 Hitnotering (week 29 t/m 34): 03-11-2012 t/m 08-12-2012 Hitnotering (week 35): 29-12-2012 Hitnotering (week 36 t/m 37): 12-01-2013 t/m 19-01-2013 | Hitnotering (week 1 t/m 28): 07-04-2012 t/m 13-10-2012 Hitnotering (week 29 t/m 34): 03-11-2012 t/m 08-12-2012 Hitnotering (week 35): 29-12-2012 Hitnotering (week 36 t/m 37): 12-01-2013 t/m 19-01-2013 | Hitnotering (week 1 t/m 28): 07-04-2012 t/m 13-10-2012 Hitnotering (week 29 t/m 34): 03-11-2012 t/m 08-12-2012 Hitnotering (week 35): 29-12-2012 Hitnotering (week 36 t/m 37): 12-01-2013 t/m 19-01-2013 | Hitnotering (week 1 t/m 28): 07-04-2012 t/m 13-10-2012 Hitnotering (week 29 t/m 34): 03-11-2012 t/m 08-12-2012 Hitnotering (week 35): 29-12-2012 Hitnotering (week 36 t/m 37): 12-01-2013 t/m 19-01-2013 |
| Week: | 1 | 2 | 3 | 4 | 5 | 6 | 7 | 8 | 9 | 10 | 11 | 12 | 13 | 14 |
| --- | --- | --- | --- | --- | --- | --- | --- | --- | --- | --- | --- | --- | --- | --- |
| Positie: | 1 | 1 | 3 | 2 | 1 | 5 | 11 | 14 | 2 | 3 | 10 | 9 | 13 | 13 |
| Week: | 15 | 16 | 17 | 18 | 19 | 20 | 21 | 22 | 23 | 24 | 25 | 26 | 27 | 28 |
| Positie: | 4 | 20 | 32 | 39 | 31 | 28 | 13 | 29 | 38 | 67 | 76 | 91 | 81 | 64 |
| Week: | | 29 | 30 | 31 | 32 | 33 | 34 | | 35 | | 36 | 37 | | |
| Positie: | uit | 67 | 97 | 92 | 80 | 67 | 91 | uit | 81 | uit | 93 | 98 | uit | |

### VlaamseUltratop 200Albums
| Hitnotering (week 1): 12-05-2012 Hitnotering (week 2): 26-05-2012 Hitnotering (week 3): 09-06-2012 Hitnotering (week 4): 18-08-2012 | Hitnotering (week 1): 12-05-2012 Hitnotering (week 2): 26-05-2012 Hitnotering (week 3): 09-06-2012 Hitnotering (week 4): 18-08-2012 | Hitnotering (week 1): 12-05-2012 Hitnotering (week 2): 26-05-2012 Hitnotering (week 3): 09-06-2012 Hitnotering (week 4): 18-08-2012 | Hitnotering (week 1): 12-05-2012 Hitnotering (week 2): 26-05-2012 Hitnotering (week 3): 09-06-2012 Hitnotering (week 4): 18-08-2012 | Hitnotering (week 1): 12-05-2012 Hitnotering (week 2): 26-05-2012 Hitnotering (week 3): 09-06-2012 Hitnotering (week 4): 18-08-2012 | Hitnotering (week 1): 12-05-2012 Hitnotering (week 2): 26-05-2012 Hitnotering (week 3): 09-06-2012 Hitnotering (week 4): 18-08-2012 | Hitnotering (week 1): 12-05-2012 Hitnotering (week 2): 26-05-2012 Hitnotering (week 3): 09-06-2012 Hitnotering (week 4): 18-08-2012 | Hitnotering (week 1): 12-05-2012 Hitnotering (week 2): 26-05-2012 Hitnotering (week 3): 09-06-2012 Hitnotering (week 4): 18-08-2012 | Hitnotering (week 1): 12-05-2012 Hitnotering (week 2): 26-05-2012 Hitnotering (week 3): 09-06-2012 Hitnotering (week 4): 18-08-2012 |
| Week: | 1 | | 2 | | 3 | | 4 | |
| --- | --- | --- | --- | --- | --- | --- | --- | --- |
| Positie: | 70 | uit | 187 | uit | 149 | uit | 166 | uit |